# Naissance en 1943
Naissance
- 1939
- 1940
- 1941
- 1942
- 1943
- 1944
- 1945
- 1946
- 1947

Cette page dresse une liste de personnalités nées au cours de l'année 1943 présentée dans l'ordre chronologique.
La liste des personnes référencées dans Wikipédia est disponible dans la page de la Catégorie: Naissance en 1943.

## Janvier
- 1er janvier : 
  - Hamdi Benani, chanteur et altiste algérien († 21 septembre 2020).
  - Mohamed Mahmoud Ould Ahmed Louly, officier militaire et homme d'État mauritanien († 16 mars 2019).
  - Don Novello, acteur, réalisateur, producteur et scénariste américain.
- 2 janvier : Barış Manço, auteur-compositeur-interprète, explorateur, producteur et animateur de télévision turc († 1er février 1999).
- 5 janvier : Lawrence Stager, archéologue, historien et professeur américain († 29 décembre 2017).
- 6 janvier :
  - Todd Gitlin, sociologue et écrivain américain († 5 février 2022).
  - Oscar López Rivera, activiste et militant portoricain.
- 8 janvier :
  - Norodom Bopha Devi, princesse et femme politique cambodgienne († 18 novembre 2019).
  - Fernando Peres, footballeur portugais († 10 février 2019).
- 9 janvier : Scott Walker, auteur-compositeur-interprète américano-britannique († 22 mars 2019).
- 13 janvier :
  - Jef Braeckevelt, directeur sportif d'équipes cyclistes belge († 26 février 2019).
  - William Duckworth, compositeur américain († 13 septembre 2012).
- 14 janvier : 
  - Angelo Bagnasco, cardinal italien, archevêque de Gênes.
  - Yuko Fujimoto, joueuse japonaise de volley-ball.
  - Lena Hjelm-Wallén, femme politique suédoise.
- 15 janvier : Kirin Kiki, actrice japonaise († 15 septembre 2018).
- 16 janvier :
  - Frederick Coffin, acteur américain († 31 juillet 2003).
  - Graham Lord, écrivain britannique († 13 juin 2015).
- 17 janvier :
  - Daniel C. Brandenstein, astronaute américain.
  - René Préval, homme d'État et agronome haïtien († 3 mars 2017).
  - Denis Tunnicliffe, baron Tunnicliffe, pair, pilote et cheminot britannique.
- 19 janvier : 
  - Janis Joplin, chanteuse américaine († 4 octobre 1970).
  - Margriet des Pays-Bas, princesse d’Orange-Nassau et princesse de Lippe-Biesterfeld.
- 21 janvier :
  - Jean Boboc, prêtre orthodoxe, médecin, philosophe et théologien français († 4 avril 2019).
  - Zdravko Hebel, nageur, joueur de water-polo et dirigeant sportif yougoslave puis croate († 12 août 2017).
- 22 janvier :
  - Wilhelm Genazino, écrivain allemand († 12 décembre 2018).
  - Preben Isaksson, coureur cycliste amateur sur piste danois († 27 décembre 2008).
  - Marília Pêra, actrice brésilienne († 5 décembre 2015).
- 23 janvier : 
  - Gary Burton, vibraphoniste de jazz américain.
  - Bill Cameron, journaliste et acteur († 11 mars 2005).
- 24 janvier :
  - Janice Raymond, philosophe américaine en éthique médicale et en études de femmes.
  - Sharon Tate, actrice américaine († 9 août 1969).
  - Manuel Velázquez, footballeur espagnol († 15 janvier 2016)
  - Casimir Wang Milu, prélat catholique et dissident chinois († 14 février 2017).

- 25 janvier :
  - Jean Cormier, journaliste, écrivain et réalisateur français († 17 décembre 2018).
  - Tobe Hooper, réalisateur américain († 26 août 2017).
  - Ambrogio Portalupi, coureur cycliste italien († 5 janvier 1987).
- 26 janvier :
  - Luiz Carlos Prates, journaliste et animateur de radio brésilien.
  - Bernard Tapie, homme d'affaires et homme politique français († 3 octobre 2021).
- 28 janvier : 
  - Paul Henderson, joueur de hockey sur glace.
  - John Beck, acteur américain.
- 29 janvier :
  - Tony Blackburn, animateur de radio et de télévision britannique.
  - Désiré Letort, coureur cycliste français († 9 septembre 2012).
- ? janvier : Solomon Mamaloni, homme politique salomonais († 11 janvier 2000).
- 30 janvier : Keïta Fatoumata Diallo, première dame malienne, épouse de Modibo Keïta († 5 août 2025).

## Février
- 2 février : Wanda Rutkiewicz, alpiniste polonaise († 12 mai 1992).
- 3 février : Dennis Edwards, chanteur américain († 1er février 2018).
- 6 février : Gayle Hunnicutt, actrice américaine († 31 août 2023).
- 7 février : Jos van der Vleuten, coureur cycliste néerlandais († 5 décembre 2011).
- 9 février :
  - Barbara Hagerman, 27e lieutenant-gouverneur de l'Île-du-Prince-Édouard († 6 octobre 2016).
  - Jonny Nilsson, patineur de vitesse suédois († 22 juin 2022).
  - Joe Pesci, acteur américain.
- 10 février :
  - Gilbert Gruss, karatéka français († 1er octobre 2016).
  - Walter B. Jones Jr., homme politique américain († 10 février 2019).
- 11 février :
  - Jeannette Gros, éleveuse française, ancienne présidente de la MSA.
  - Serge Lama, chanteur français.
  - Pierre Matignon, coureur cycliste français († 1er novembre 1987).
  - Albin Vidović, handballeur yougoslave puis croate († 8 mars 2018).
  - George Woods, ancien athlète américain spécialiste du lancer de poids († 30 août 2022).
- 12 février : Lioudmila Goureïeva, joueuse de volley-ball soviétique († 4 octobre 2017).
- 13 février : 
  - Friedrich Christian Delius, écrivain allemand († 30 mai 2022).
  - Penny Valentine, journaliste britannique († 9 janvier 2003).
- 14 février : 
  - Shannon Lucid, astronaute américaine.
  - Mohammed Ziane, homme politique et avocat marocain.
  - Pierre-Pascal Rossi, journaliste et écrivain suisse († 13 ou 14 septembre 2016).
- 16 février : Georgina Dufoix, femme politique française.
- 17 février : 
  - Jean-Pierre Carayon, joueur et entraîneur de football français († 12 janvier 2018).
  - Gérard Rinaldi, acteur, chanteur, parolier, musicien, adaptateur et directeur artistique français († 2 mars 2012).
- 18 février : Ammar Negadi, militant algérien berbériste chaoui et écrivain († 2 décembre 2008).
- 19 février : 
  - Art Hanger, homme politique canadien.
  - Colin Sharman, homme politique britannique.
  - Lou Christie, chanteur américain de rock († 18 juin 2025).
- 20 février :
  - Carlos, chanteur, acteur et fantaisiste français († 17 janvier 2008).
  - Antonio Inoki, ancien catcheur et personnalité politique japonaise († 1er octobre 2022).
  - Aleksandr Pavlovitch Aleksandrov, cosmonaute soviétique puis russe.
- 21 février :
  - Michel Dailly, ancien arbitre international de football français († 2 mai 2022).
  - Danièle Évenou, actrice française.
  - David Geffen, producteur américain, cofondateur de DreamWorks SKG.
  - Hilarius Moa Nurak, évêque indonésien († 29 avril 2016).
- 22 février :
  - Dragoš Kalajić, peintre, journaliste, écrivain et homme politique yougoslave puis serbe († 22 juillet 2005).
  - Édouard Limonov, écrivain soviétique puis français et enfin russe et dissident politique († 17 mars 2020).
  - Enyu Todorov, lutteur bulgare († 26 mai 2022).
  - Otoya Yamaguchi, assassin japonais († 2 novembre 1960).
- 24 février : Jacques Bompard, homme politique français.
- 25 février :
  - George Harrison, chanteur et guitariste britannique du groupe "les Beatles" († 29 novembre 2001).
  - Maria Rohm, actrice et productrice de cinéma autrichienne († 18 juin 2018).
- 26 février :
  - Kazimira Prunskienė, femme politique lituanienne.
  - Charles P. Thacker, chercheur en informatique américain († 12 juin 2017).
- 28 février : Daniel Bardet, scénariste de bande dessinée français († 23 avril 2022).

## Mars
- 4 mars :
  - Paloma Cela, actrice et mannequin espagnole († 30 mars 2019).
  - Philippe Salaün, photographe français († 4 octobre 2020).
- 7 mars : Carolyn Carlson, danseuse et chorégraphe américaine.
- 8 mars : Alain Gagnon, écrivain canadien († 6 juillet 2017).
- 9 mars : Bobby Fischer, joueur d'échecs américain († 17 janvier 2008).
- 10 mars : Pierre Eychart, peintre français († 25 novembre 2013).
- 11 mars :
  - Attilio Benfatto, coureur cycliste italien († 5 avril 2017).
  - Raymond Delisle, coureur cycliste français († 11 août 2013).
  - Julieta Dobles, poétesse costaricienne.
- 12 mars :
  - Karel Beyers, footballeur international belge († 3 avril 2020).
  - Hacène Lalmas, footballeur algérien († 7 juillet 2018).
  - Christean Wagner, homme politique allemand († 5 juillet 2025).
- 15 mars : 
  - David Cronenberg, réalisateur, acteur, producteur et scénariste canadien.
  - Ilona Graenitz, femme politique autrichienne († 17 juillet 2022).
- 18 mars : Kevin Dobson, acteur et réalisateur américain († 6 septembre 2020).
- 19 mars :
  - Hans Coumans, peintre néerlandais († 16 novembre 1986).
  - Mario J. Molina, chimiste mexicain († 7 octobre 2020).
- 20 mars :
  - Jon Christensen, batteur et percussionniste norvégien de jazz († 18 février 2020).
  - Danièle Gilbert, animatrice télé française.
  - Douglas Tompkins, homme d'affaires américain († 8 décembre 2015).
- 21 mars : 
  - Luigi Agnolin, arbitre de football italien († 29 septembre 2018).
  - Brian Mackenzie, pair et policier britannique.
- 22 mars : Michel Filleul, homme politique belge († 18 septembre 2016).
- 23 mars :
  - Krzysztof Pruszkowski, photographe franco-polonais.
  - Nils-Aslak Valkeapää, écrivain, poète et musicien finlandais de culture same († 26 novembre 2001).
- 25 mars :
  - Loyola Hearn, homme politique canadien.
  - Paul Michael Glaser, acteur américain.
- 26 mars :
  - Jacques Cuinières, journaliste et photographe français († 8 février 2020).
  - Bob Woodward, journaliste américain, célèbre pour avoir enquêté sur le Watergate
- 27 mars : Lorraine Michael, chef du Nouveau Parti démocratique de Terre-Neuve-et-Labrador.
- 28 mars :
  - Jean-Claude Boulard, écrivain, haut fonctionnaire et homme politique français († 31 mai 2018).
  - Dharmasena Pathiraja, réalisateur et universitaire srilankais († 28 janvier 2018).
  - Giovanni Pettenella, coureur cycliste italien († 20 février 2010).
  - Francisco Romãozinho, pilote de rallyes portugais († 12 mars 2020).
  - Jimmy Wang Yu, acteur et réalisateur taïwanais († 5 avril 2022).
- 29 mars :
  - José Pablo Feinmann, écrivain, scénariste, dramaturge, philosophe et historien argentin († 17 décembre 2021).
  - Eric Idle, acteur anglais, ancien membre des Monty Python.
  - John Major, homme d'État britannique, Premier ministre du Royaume-Uni de 1990 à 1997.
  - Vangelis, musicien et compositeur († 17 mai 2022).
- 31 mars : Christopher Walken, acteur américain.

## Avril
- 1er avril : Youssouf Bakayoko, homme politique ivoirien († 30 septembre 2023).
- 2 avril : 
  - Alan Tonks, homme politique fédéral canadien.
  - Larry Coryell, guitariste de jazz américain († 19 février 2017).
  - Gloria Henry, actrice américaine († 3 avril 2021).
- 3 avril : 
  - Richard Manuel, compositeur canadien, chanteur et multi-instrumentiste († 4 mars 1986).
  - John Hughes, footballeur international puis entraîneur écossais († 1er août 2022).
- 4 avril :
  - Jiří Paďour, prélat tchécoslovaque puis tchèque († 11 décembre 2015).
  - Joan Rigol, docteur en théologie et homme politique espagnol († 7 mai 2024).
  - Isabel-Clara Simó, écrivaine et journaliste espagnole († 13 janvier 2020).
- 5 avril : Jean-Louis Tauran, cardinal français († 5 juillet 2018).
- 6 avril :
  - Max Clifford, journaliste, attaché de presse britannique et délinquant sexuel condamné († 10 décembre 2017).
  - Bernard Juskiewicz, homme politique américain († 8 avril 2020).
- 7 avril :
  - Joaquim Agostinho, coureur cycliste portugais († 10 mai 1984).
  - Jean-Pierre Gallet, journaliste belge († 11 février 2020).
- 8 avril :
  - Paul MacEwan, homme politique canadien († 2 mai 2017).
  - Jean-Marie Rouart, écrivain, Académicien français.
- 9 avril : Anthony Chisholm, acteur américain († 16 octobre 2020).
- 10 avril :
  - Julio Estrada, compositeur mexicain de musique contemporaine.
  - Bo Hansson, musicien suédois († 23 avril 2010).
- 12 avril :
  - Robert Durst, homme d'affaires et criminel américain († 10 janvier 2022).
  - Lothar Kobluhn, footballeur allemand († 21 janvier 2019).
- 13 avril : David Rudman, lutteur soviétique puis russe († 8 février 2022).
- 14 avril : Csaba Fenyvesi, escrimeur hongrois († 3 novembre 2015).
- 15 avril :
  - Dakolé Daïssala, homme politique camerounais († 9 août 2022).
  - Veronica Linklater, femme politique britannique († 15 décembre 2022).
  - Riem de Wolff, chanteur néerlandais († 12 septembre 2017).
- 16 avril :
  - Bernard Marti, inventeur du Minitel.
  - Jacques Sauvageot, homme politique et historien de l'art français († 28 octobre 2017).
- 17 avril : Louis Bapès Bapès, homme politique camerounais († 5 février 2016).
- 18 avril : Clyde Stubblefield, batteur américain († 18 février 2017).
- 19 avril : Jacques Nys, athlète français, spécialiste du lancer du disque († 9 mars 2018).
- 21 avril : Philippe Séguin, homme politique français († 7 janvier 2010).
- 22 avril :
  - Louise Glück, poétesse américaine († 13 octobre 2023).
  - Didier Kaminka, réalisateur, acteur, dialoguiste et scénariste français(† 24 septembre 2024).
- 23 avril : Frans Koppelaar, peintre néerlandais.
- 24 avril :
  - John O. Creighton, astronaute américain.
  - Andrés Gandarias, coureur cycliste espagnol († 27 mai 2018).
  - Alberto Ricardo da Silva, prélat catholique est-timorais († 2 avril 2015).
- 25 avril :
  - Angelo Anquilletti, footballeur italien († 9 janvier 2015).
  - Jacques-Arnaud Penent, journaliste et écrivain français († 23 mai 1994).
  - Lyubov Tyurina, joueuse de volley-ball soviétique puis russe († 23 octobre 2015).
- 26 avril : Gary Wright, compositeur, chanteur et claviériste de rock américain († 4 septembre 2023).
- 27 avril : Freddie Waits, batteur de jazz américain († 18 novembre 1989).
- 28 avril :
  - André Castel, footballeur français († 4 avril 2019).
  - Jacques Dutronc, chanteur et comédien français.
  - José Gonzalez, homme politique français.
  - Gérard Majax, illusionniste français.
  - Wilfride Piollet, danseuse étoile et chorégraphe française († 20 janvier 2015).
  - Jeffrey Tate, chef d'orchestre britannique († 2 juin 2017).
- 30 avril :
  - Mourad Medelci, homme politique algérien († 28 janvier 2019).
  - Jean-Louis Ravelomanantsoa, athlète malgache, spécialiste du sprint († 27 septembre 2016).
  - Bobby Vee, chanteur de rock américain († 24 octobre 2016).

## Mai
- 1er mai : Georges Pontier, évêque catholique français, archevêque de Marseille.
- 2 mai : Mustafa Nadarević, acteur yougoslave puis bosnien et croate († 22 novembre 2020).
- 3 mai : Maryse Wolinski, journaliste et écrivaine française († 9 décembre 2021).
- 4 mai : Alain Van der Biest, homme politique belge († 17 mars 2002).
- 5 mai : Simone Rignault, femme politique française († 15 janvier 2019).
- 6 mai : 
  - Paweł Jocz, sculpteur, peintre et graphiste polonais († 21 octobre 2008).
  - Alexis Thambwe Mwamba, homme politique congolais.
- 7 mai :
  - John Bannon, homme politique australien († 13 décembre 2015).
  - Orlando Ramírez, footballeur international chilien († 26 juillet 2018).
- 9 mai :
  - Sam Hamill, poète américain († 14 avril 2018).
  - Kiyoshi Kuromiya, auteur américain d'origine japonaise († 10 mai 2000).
- 11 mai : Nancy Greene, skieuse alpine et femme politique canadienne.
- 12 mai : Jacques Denis, acteur français († 2 décembre 2015).
- 13 mai : Hilton McConnico, designer et artiste américain († 29 janvier 2018).
- 14 mai :
  - Gérard Bosson, parachutiste français († 2 juillet 2017).
  - Ólafur Ragnar Grímsson, homme politique islandais, Président de l'Islande de 1996 à 2016.
  - Jean-Paul Gobel, archevêque catholique français, nonce apostolique en Géorgie (en), Arménie (en) et Azerbaïdjan (en) puis au Sénégal, au Mali (en), en Guinée-Bissau (en) et au Cap-Vert, au Nicaragua (en) et enfin en Iran (en).
- 16 mai : 
  - Kay Andrews, femme politique britannique.
  - Ove Kindvall, footballeur suédois († 5 août 2025).
- 17 mai :
  - Valentina Kameniok-Vinogradova, joueuse soviétique de volley-ball († 17 juillet 2002).
  - Naceur Ktari, réalisateur tunisien.
- 18 mai : Jimmy Snuka, catcheur fidjien († 15 janvier 2017).
- 19 mai : Peter Kenilorea, homme d'État salomonais († 25 février 2016).
- 20 mai : Stéphane Collaro, animateur de télévision, journaliste, humoriste, acteur, réalisateur et scénariste français.
- 22 mai : 
  - Jean-Louis Heinrich, footballeur français († 14 septembre 2012).
  - Betty Williams, militante pacifiste nord-irlandaise, prix Nobel de la paix en 1976 († 17 mars 2020).
- 23 mai : Felix Slováček, musicien tchèque.
- 24 mai : Marcel Kunz, footballeur suisse († 22 juillet 2017).
- 25 mai : Jean-Claude Sachot, acteur et metteur en scène français († 12 mars 2017).
- 26 mai : Henri Rabaute, coureur cycliste français († 10 novembre 2000).
- 27 mai :
  - Cilla Black, chanteuse, actrice, animatrice et présentatrice britannique († 2 août 2015).
  - Eva, de son vrai nom Eva Killutat, chanteuse allemande chantant principalement en français († 10 mars 2020).
- 28 mai : Irio Ottavio Fantini, illustrateur italien († 22 mai 2009).
- 29 mai : Ion Ciubuc, homme politique moldave († 29 janvier 2018).
- 30 mai :
  - Alfred Liyolo, sculpteur congolais († 1er avril 2019).
  - Francesco Rizzo, footballeur international italien († 17 juillet 2022).
- 31 mai :
  - Jackie Brown, lanceur et instructeur de baseball américain († 8 janvier 2017).
  - Wayne Carson, auteur-compositeur et musicien de country américain († 20 juillet 2015).
  - Sharon Gless, actrice de télévision américaine.
  - Daniel Robin, lutteur français († 23 mai 2018).

## Juin
- ? juin : Maria Sylvia Zanella di Pietro, professeure de droit de l'Université de São Paulo.
- 1er juin : Louis de Froissard de Broissia, homme politique français.
- 2 juin : Crescenzio Sepe, cardinal italien, archevêque de Naples.
- 6 juin : Richard Smalley, prix Nobel de chimie 1996, américain († 28 octobre 2005).
- 7 juin : 
  - Ken Osmond, acteur américain († 18 mai 2020).
  - Bily Graham, catcheur américain († 17 mai 2023).
- 8 juin :
  - Colin Baker, acteur britannique.
  - Pierre-André Fournier, archevêque de Rimouski et président de l'Assemblée des évêques catholiques du Québec († 10 janvier 2015).
- 10 juin : Jacques Soppelsa, géopolitologue français.
- 11 juin :
  - Coutinho, footballeur brésilien († 11 mars 2019).
  - Guy Scherrer, homme d'affaires français († 14 décembre 2015).
  - Oleg Vidov, acteur soviétique, naturalisé américain († 15 mai 2017).
- 12 juin : Vitaly Khmelnitsky, footballeur international soviétique puis ukrainien († 13 février 2019).
- 14 juin :
  - Piet Keizer, footballeur néerlandais († 10 février 2017).
  - Otakar Mareček, rameur tchèque ayant représenté la Tchécoslovaquie († 25 janvier 2020).
  - John Miles, pilote automobile britannique († 8 avril 2018).
- 15 juin : Johnny Hallyday, chanteur et acteur français († 5 décembre 2017).
- 16 juin : 
  - Nicoletta Francovich Onesti, philologue italienne († 12 août 2014).
  - Georges Labazée, homme politique français († 4 février 2022).
  - Joan Van Ark, actrice américaine.
- 17 juin :
  - Newt Gingrich, homme politique américain.
  - Raymond Ramazani Baya, homme politique et diplomate congolais  († 1er janvier 2019).
- 18 juin :
  - Barry Evans, acteur anglais († 9 février 1997).
  - Armand Maillard, évêque catholique français, archevêque de Bourges.
- 20 juin : Masayuki Uemura, ingénieur et informaticien japonais († 6 décembre 2021).
- 22 juin : Jean-Claude Wuillemin, coureur cycliste français († 22 novembre 1993).
- 23 juin : 
  - Vint Cerf, ingénieur américain, l'un des pères fondateurs d'internet.
  - James Levine, chef d’orchestre et pianiste américain († 9 mars 2021).
- 24 juin :
  - Tiziano Crudeli, commentateur sportif italien.
  - Jean-Louis Foulquier, animateur radio et comédien français († 10 décembre 2013).
  - Raphaël Rimaz, homme politique suisse († 23 mai 2017).
- 26 juin : Roger Milliot, coureur cycliste français († 28 février 2010).
- 27 juin :
  - Henriette Bichonnier, écrivaine française († 20 janvier 2018).
  - Eric Defoort, homme politique belge († 16 décembre 2016).
  - Harm Ottenbros, coureur cycliste néerlandais († 5 mai 2022).
- 29 juin :
  - Louis Nicollin, entrepreneur français († 29 juin 2017).
  - Fred Robsahm, acteur norvégien († 26 mars 2015).
- 30 juin : Dieter Kottysch, boxeur allemand († 9 avril 2017).

## Juillet
- 2 juillet :
  - Walter Godefroot, coureur cycliste (sprinter), belge.
  - Alfred Sole, chef décorateur, réalisateur et scénariste américain († 15 février 2022).
- 3 juillet :
  - Norman E. Thagard, astronaute américain.
  - Gary Waldhorn, acteur britannique († 10 janvier 2022).
- 4 juillet : Heide Simonis, personnalité politique allemande († 11 juillet 2023).
- 5 juillet :
  - Gilles Ménage, haut fonctionnaire français († 5 juillet 2017).
  - Robbie Robertson, guitariste et producteur canadien (9 aout 2023).
  - Pierre Villepreux, joueur de rugby à XV français.
  - Claude Azéma, évêque catholique français, évêque auxiliaire de Montpellier († 6 septembre 2021).
- 7 juillet : Rein Põder, écrivain soviétique puis estonien († 23 octobre 2018).
- 8 juillet : Guido Marzulli, peintre italien.
- 9 juillet : John H. Casper, astronaute américain.
- 11 juillet : Michèle Barzach, médecin, femme politique française, ancien ministre de la santé et de la famille.
- 12 juillet : 
  - Christian Sauvé, artiste peintre français († 11 janvier 2023).
  - Christine McVie, auteure-compositrice-interprète britannique, membre de Fleetwood Mac († 30 novembre 2022).
- 13 juillet :
  - Otto Wanz, catcheur et promoteur de catch autrichien († 14 septembre 2017).
  - Meir Zlotowitz, rabbin américain († 23 juin 2017).
- 14 juillet : 
  - Mariëlle Fiolet, actrice néerlandaise.
  - Christopher Priest, écrivain britannique († 2 février 2024).
- 16 juillet :
  - Michel Billière, joueur de rugby à XV français († 31 janvier 2020).
  - Verena von Weymarn, médecin militaire allemande.
- 17 juillet : Jean Mazeaufroid, peintre et poète français († 4 octobre 2001).
- 18 juillet : Gérard Tolck, peintre, graveur et sculpteur suisse († 10 août 2005).
- 19 juillet : Roy D. Bridges, astronaute américain.
- 20 juillet :
  - Chris Amon, pilote de course automobile néo-zélandais († 3 août 2016).
  - Dragan Nikolić, acteur serbe († 11 mars 2016).
- 21 juillet : 
  - Henry McCullough, guitariste, chanteur et compositeur irlandais († 14 juin 2016).
  - Lucrecia Méndez, écrivain guatémaltèque.
- 23 juillet : Tony Joe White, chanteur-compositeur de rock et blues américain († 24 octobre 2018).
- 24 juillet : André Bézu, chanteur français († 3 février 2007).
- 26 juillet : Mick Jagger, membre des Rolling Stones.
- 27 juillet :
  - Peter Kent, journaliste et homme politique canadien.
  - Ángel Parra, chanteur chilien († 11 mars 2017).
- 28 juillet :
  - Judy Martz, femme politique américaine († 30 octobre 2017).
  - Richard Wright, membre des Pink Floyd († 15 septembre 2008).
- 30 juillet : Muriel Marland-Militello, femme politique française († 25 février 2021).
- 31 juillet : 
  - Ryan Larkin, réalisateur de films d'animation († 14 février 2007).
  - Sab Shimono, acteur américano-japonais.

## Août
- 1er août : David Peel, musicien américain († 6 avril 2017).
- 2 août : Max Wright, acteur américain († 26 juin 2019).
- 4 août :
  - Vicente Álvarez Areces, homme politique espagnol († 17 janvier 2019).
  - Laura Biagiotti, styliste italienne († 26 mai 2017).
  - Michael J. McCulley, astronaute américain.
- 5 août : 
  - Patrick Fauconnier, journaliste français et fondateur du magazine Challenges († 20 avril 2022).
  - Leo Kinnunen, pilote automobile finlandais († 26 juillet 2017).
- 8 août :
  - Sandy Pearlman, producteur de musique, manager, poète et auteur américain († 26 juillet 2016).
  - Esma Redžepova, chanteuse rom, de nationalité yougoslave puis macédonienne († 11 décembre 2016).
  - Luc Rosenzweig, essayiste et journaliste français († 14 juillet 2018).
- 9 août :
  - Joe Handley, Premier ministre des Territoires du Nord-Ouest, territoire du Canada.
  - Lorenzo Sanz, homme d'affaires espagnol († 21 mars 2020).
- 10 août : 
  - Frances Northcutt, calculatrice humaine américaine.
  - Ronnie Spector, chanteuse américaine († 12 janvier 2022).
  - Louis E. Brus, chimiste américain.
- 12 août : Anne Cools, sénatrice canadienne.
- 13 août :
  - Frederick Drandua, évêque ougandais († 1er septembre 2016).
  - Ertha Pascal-Trouillot femme politique, présidente de Haïti.
- 14 août :
  - Jon A. McBride, astronaute américain († 7 août 2024).
  - Herman Van Springel, coureur cycliste belge († 25 août 2022).
- 17 août :
  - Mykola Chmatko, sculpteur et peintre soviétique puis ukrainien († 15 septembre 2020).
  - Robert De Niro, acteur, réalisateur, producteur américain naturalisé italien.
  - Yukio Kasaya, sauteur à ski japonais († 23 avril 2024).
- 18 août : 
  - Gianni Rivera, footballeur italien.
  - Martin Mull, acteur américain († (27 juin 2024).
- 19 août : 
  - Edwin Hawkins, musicien, pianiste, chef de chœur, compositeur et arrangeur américain († 15 janvier 2018).
  - Alfonso Vallejo, dramaturge et poète espagnol († 3 décembre 2021).
- 20 août : Sylvester McCoy, acteur écossais.
- 21 août :
  - Lino Capolicchio, réalisateur, scénariste et acteur italien († 3 mai 2022).
  - Patrick Demarchelier, photographe français († 31 mars 2022).
  - Gary Friedrich, scénariste de bandes dessinées américain († 29 août 2018).
  - Hugh Wilson, acteur, producteur, réalisateur et scénariste américain († 14 janvier 2018).
- 22 août : Luis Roldán, homme politique espagnol († 24 mars 2022).
- 23 août :
  - Rodney Alcala, violeur et tueur en série américain († 24 juillet 2021).
  - Donald Kalpokas, homme d'État et diplomate vanuatais († 20 mars 2019).
  - Pino Presti, bassiste, arrangeur, compositeur, chef d'orchestre, producteur de musique italien.
- 24 août : Dafydd Iwan, auteur-compositeur-interprète et homme politique gallois.
- 25 août :
  - Norberto Ceresole, sociologue et politologue argentin († 4 mai 2003).
  - Peter Molnar, géophysicien et géomorphologue américain († 23 juin 2022).
- 26 août : Klaus Katzur, nageur allemand († 4 septembre 2016).
- 27 août : 
  - Bennett Campbell, premier minisre de l'Île-du-Prince-Édouard († 11 septembre 2008).
  - Marcel Neven, homme politique belge de langue française.
  - Tuesday Weld, actrice américaine.
- 28 août :
  - Shuja Khanzada, homme politique pakistanais († 16 août 2015).
  - David Soul, acteur, chanteur, compositeur et interprète américano-britannique  († 4 janvier 2024).
- 30 août :
  - Jean-Claude Killy, skieur français et membre du Comité international olympique.
  - Robert Crumb, dessinateur de bande dessinée américain.
- 31 août : 
  - Jacques Nolot, acteur, réalisateur, scénariste et auteur de théâtre français.
  - Thierry Jordan, évêque catholique français, archevêque de Reims.

## Septembre
- 1er septembre : Don Stroud, acteur et surfer américain.
- 3 septembre :
  - Tony Defries, imprésario britannique.
  - Valerie Perrine, actrice et ancienne mannequin américaine.
- 4 septembre : Dominique Stéhelin, oncologue, professeur d'université et directeur recherche au CNRS français † 5 avril 2019).
- 5 septembre :
  - Jack Charles, acteur australien († 13 septembre 2022).
  - Andrew W. Lewis, historien américain († 24 octobre 2017).
- 6 septembre :
  - Suad Joseph, anthropologue américano-libanaise.
  - Roger Waters, bassiste cofondateur du groupe britannique Pink Floyd.
- 7 septembre : Gloria Gaynor, chanteuse américaine.
- 8 septembre : Christiane Rorato, actrice de cinéma française († 1er avril 2023).
- 9 septembre :
  - Christian Fossier, dessinateur, peintre et graveur français († 3 mars 2013).
  - Keith Murdoch, joueur de rugby à XV néo-zélandais († 27 mars 2018).
  - Başar Sabuncu, acteur, réalisateur et scénariste turc († 17 juin 2015).
- 10 septembre : Jorge Pinchevsky, violoniste argentin († 21 juin 2003).
- 12 septembre : 
  - Alain Dostie, directeur de la photographie, scénariste et réalisateur canadien.
  - André Menez, biologiste français († 2 février 2008).
  - François Marthouret, acteur, metteur en scène et réalisateur français.
  - Michael Ondaatje, écrivain canadien.
- 13 septembre : Luis Eduardo Aute, musicien, auteur-compositeur-interprète, réalisateur de cinéma, acteur, sculpteur, écrivain, peintre et poète espagnol  († 4 avril 2020)
- 14 septembre : 
  - Jean-Pierre Velly, graveur (Prix de Rome 1966), peintre († 26 mai 1990).
  - Jacky Chevaux, peintre, graveur, illustrateur et caricaturiste français († 7 juillet 1995).
  - Marcos Valle, chanteur brésilien.
- 15 septembre : Gary Schellenberger, homme politique fédéral canadien.
- 16 septembre :
  - Alain Colas, navigateur français († 16 novembre 1978).
  - Oskar Lafontaine, homme politique allemand.
  - James Alan McPherson, écrivain américain († 27 juillet 2016).
  - Anne-Marie Minvielle, journaliste française († 3 janvier 2019).
- 17 septembre : 
  - Samuel T. Durrance, astronaute américain († 5 mai 2023).
  - Angelo Comastri, cardinal italien, président de la Fabrique de Saint-Pierre.
- 18 septembre : Ling Liong Sik, homme politique malaisien.
- 19 septembre : André Boudrias, joueur de hockey sur glace canadien († 5 février 2019).
- 20 septembre :
  - Tommy Nobis, joueur américain de football américain († 13 décembre 2017).
  - Shinobu Sekine, judoka japonais († 18 décembre 2018).
- 21 septembre : 
  - Larisa Alaverdian, femme politique arménienne.
  - Loïk Le Floch-Prigent, homme d'affaires français († 15 juillet 2025).
- 22 septembre : Orlando Julius, Saxophoniste et chanteur nigérian († 14 avril 2022).
- 23 septembre : 
  - Julio Iglesias, chanteur espagnol.
  - Marty Schottenheimer, joueur américain de football américain († 8 février 2021).
- 25 septembre :
  - Lee Aaker, acteur américain  († 1er avril 2021).
  - Massimo Mattioli, auteur de bande dessinée italien († 23 août 2019).
  - Wim Schepers, coureur cycliste néerlandais († 25 septembre 1998).
- 27 septembre : Amédée de Savoie-Aoste, industriel italien  († 1er juin 2021).
- 28 septembre : Algirdas Vaclovas Patackas, homme politique lituanien († 3 avril 2015).
- 29 septembre : 
  - Lech Wałęsa, président de la Pologne, chef du syndicat Solidarité et prix Nobel de la Paix en 1983.
  - Art Eggleton, homme politique et comptable.
- 30 septembre : 
  - Bảo Thắng, prince vietnamien de la dynastie Nguyễn († 15 mars 2017).
  - Ian Ogilvy, acteur, scénariste et dramaturge britannico-américain.

## Octobre
- 1er octobre : Angèle Arsenault, auteure-compositrice-interprète et animatrice de télévision acadienne († 25 février 2014).
- 2 octobre : Anne Courtillé, historienne de l’art et écrivaine française († 11 mai 2015).
- 3 octobre : 
  - Jean-Paul Bonnaire, acteur français († 28 mars 2013).
  - Uldis Dumpis, acteur letton.
- 5 octobre :
  - Ivan Davidov, footballeur bulgare († 19 février 2015).
  - Günter Dreyer, égyptologue et archéologue allemand († 12 mars 2019).
- 8 octobre : Chevy Chase, acteur, humoriste, scénariste et producteur américain.
- 9 octobre :
  - Ronnie Barron, musicien et acteur américain († 20 mars 1997).
  - Charles Goodwin, linguiste américain († 31 mars 2018).
- 10 octobre : Jan Wrazy, footballeur polonais († 6 avril 2019).
- 12 octobre : Lin Shaye, actrice américaine.
- 14 octobre : Mohammad Khatami, président iranien
- 15 octobre : 
  - Penny Marshall, actrice, réalisatrice et productrice américaine († 17 décembre 2018).
  - Mircea Petescu, footballeur puis entraîneur roumain († 16 décembre 2018).
  - Xi Mu Rong, poétesse taïwanaise.
  - Stanley Fischer, économiste israélo-américain († 31 mai 2025).
- 16 octobre : Tommy Gemmell, footballeur écossais († 2 mars 2017).
- 17 octobre : 
  - Hiroshi Minatoya, judoka japonais († 15 juin 2016).
  - Kiril Dojčinovski, footballeur yougoslave et macédonien († 10 août 2022).
- 21 octobre :
  - Tariq Ali, écrivain britannique.
  - Rob Blokzijl, pionnier néerlandais de l'Internet en Europe († 1er décembre 2015).
  - Jack Calmes, inventeur américain († 5 janvier 2015).
  - Paula Kelly, actrice américaine († 9 février 2020).
  - Peter Smith,  ecclésiastique de confession catholique britannique († 6 mars 2020).
- 22 octobre :
  - Catherine E. Coulson, actrice américaine († 28 septembre 2015).
  - Catherine Deneuve, actrice française.
  - Paul Zukofsky, violoniste américain († 6 juin 2017).
- 23 octobre : Alain Chenciner, mathématicien français.
- 27 octobre :
  - Carmen Argenziano, acteur américain († 10 février 2019).
  - Jean Schultheis, chanteur français.
- 29 octobre : Guillermo Teillier, homme politique chilien († 29 août 2023).
- 30 octobre : Jean-Pierre Bagot, acteur français († 15 mars 2016).
- 31 octobre : Oommen Chandy, homme politique indien († 18 juillet 2023).
- ? octobre : Osea Gavidi, chef coutumier et homme politique fidjien († 3 avril 2015).

## Novembre
- 1er novembre : 
  - Salvatore Adamo, chanteur belge.
  - Jacques Attali, économiste, écrivain et haut fonctionnaire français.
  - Attilio Bignasca, homme politique suisse († 29 mars 2020).
  - John McEnery, acteur et écrivain britannique († 12 avril 2019).
- 3 novembre :
  - Daniel Contet, joueur puis entraîneur de tennis français († 23 octobre 2018).
  - Geneviève Dumont, plasticienne, peintre et sculptrice française († 1986).
- 5 novembre :
  - Franco Del Prete, musicien et batteur italien († 13 février 2020).
  - Marc Devade, peintre et écrivain français († 31 octobre 1983).
  - Joël Santoni, réalisateur et scénariste français († 18 avril 2018).
  - Sam Shepard, écrivain, dramaturge, acteur, metteur en scène, scénariste, réalisateur, producteur et musicien américain († 27 juillet 2017).
- 7 novembre : 
  - Silvia Cartwright, femme politique gouverneur général de Nouvelle-Zélande.
  - Joni Mitchell, musicienne et peintre canadienne.
  - Khalifa Haftar, militaire libyen.
- 9 novembre : Jay Cronley, journaliste et écrivain américain de roman policier († 26 février 2017).
- 10 novembre :
  - Ruth Henig, historienne et politicienne britannique († 29 février 2024).
  - Richard Marks, monteur et coproducteur américain († 31 décembre 2018).
- 12 novembre : Wallace Shawn, acteur et scénariste américain.
- 13 novembre :
  - Hassan Al Shazly, footballeur égyptien († 20 avril 2015).
  - André-Gilles Fortin, chef du Parti Crédit social du Canada († 24 juin 1977).
  - Raj Loomba, pair, homme politique et philanthrope britannique
  - Clément Mouamba, homme politique congolais († 29 octobre 2021).
- 14 novembre :
  - Rafael Leonardo Callejas, homme d'État hondurien († 4 avril 2020).
  - Peter Norton, programmeur américain.
- 15 novembre : Arsenio Lope Huerta, écrivain, avocat, économiste et homme politique espagnol († 2 janvier 2021).
- 16 novembre :
  - Júlio Castro Caldas, avocat et homme politique portugais († 4 janvier 2020).
  - Juan Giménez, auteur de bande dessinée argentin  († 2 avril 2020).
- 18 novembre : 
  - Mireille Nègre, danseuse étoile, écrivain et pianiste française.
  - Leonardo Sandri, cardinal argentin.
- 19 novembre : Marie Dabadie, journaliste, productrice de films française († 25 décembre 2023).
- 20 novembre : 
  - David Douglas-Home, homme d'affaires britannique et homme politique conservateur, membre de la Chambre des lords de 1996 à sa mort († 23 août 2022).
  - Veronica Hamel, actrice et mannequin américaine.
- 21 novembre :
  - Denise Savoie, femme politique canadienne.
  - Orlando de la Torre, joueur de football international péruvien († 24 août 2022).
- 22 novembre : 
  - Jean-Louis Bruguès, évêque catholique français de la Curie romaine, secrétaire de la congrégation pour l'éducation catholique.
  - Billie Jean King, joueuse de tennis américaine.
  - Henry Tayali, peintre, graveur, sculpteur, conteur et conférencier zambien († 22 juillet 1987).
- 23 novembre : 
  - Denis Sassou-Nguesso, militaire et homme d'État congolais.
  - René Pingeon, coureur cycliste français († 29 octobre 2007).
  - Petar Skansi, entraîneur croate de basket-ball († 4 avril 2022).
- 24 novembre :
  - Kuniwo Nakamura, homme politique paluan († 14 octobre 2020).
  - Manolo Sanlúcar, maestro espagnol de la guitare flamenca († 27 août 2022).
- 25 novembre : Djilali Abdi, footballeur algérien († 2 février 2022).
- 26 novembre : Bruce Paltrow, réalisateur, producteur et scénariste américain, père de Gwyneth Paltrow († 3 octobre 2002).
- 27 novembre : Jean-Marie Apostolidès, écrivain français († 24 mars 2023).
- 28 novembre : 
  - Randy Newman, auteur-compositeur-interprète, pianiste américaine.
  - Nelly Commergnat, femme politique française († 15 décembre 2021).
- 29 novembre :
  - Gilles Brenta, peintre belge († 21 juillet 2017).
  - Lionel Lamy, footballeur français († 28 avril 2018).
- 30 novembre : 
  - Annette Messager, artiste et plasticienne française.
  - Ulay, de son vrai nom Frank Uwe Laysiepen, artiste allemand pratiquant l'art performance († 2 mars 2020).
  - Jorge Zabalza, ex-dirigeant du Mouvement de libération nationale († 23 février 2022).

## Décembre
- 1er décembre : Marc Rastoll, footballeur français († 12 septembre 2010).
- 3 décembre :
  - Göran Ax, pilote de vol à voile suédois († 24 février 2018).
  - Manuel Galera, coureur cycliste espagnol († 14 février 1972).
  - Volker Mahnert, arachnologiste, entomologiste et ichtyologiste autrichien et suisse († 23 novembre 2018).
- 5 décembre : 
  - Jim Marrs, essayiste et théoricien du complot américain († 2 août 2017).
  - Hervé Roy, chanteur et musicien français connue pour Lover's Theme († 11 janvier 2009).
- 6 décembre :
  - Anne Kerylen, actrice et directeur artistique française († 23 mars 2021).
  - Yuriko Hoshi, actrice japonaise († 16 mai 2018).
- 7 décembre :
  - Kurt Helmudt, rameur d'aviron danois († 7 septembre 2018).
  - Alain Thiry, footballeur français († 28 janvier 2015).
- 8 décembre : Jim Morrison, chanteur américain, poète du groupe The Doors († 3 juillet 1971).
- 11 décembre :Jim Morrison.

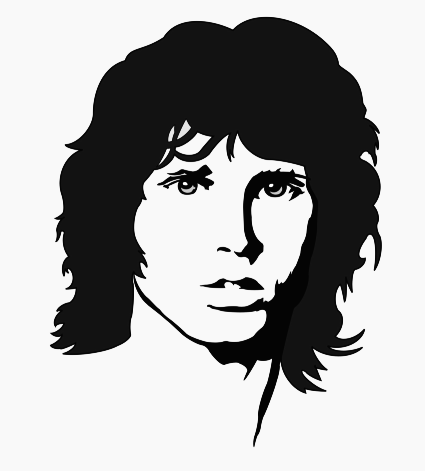
Jim Morrison.

  - Errol Brown, chanteur jamaïcain († 6 mai 2015).
  - John Kerry, homme politique américain.
  - Michel Herjean, militant syndicaliste et indépendantiste breton († 6 octobre 2022).
- 12 décembre :
  - Dickey Betts, guitariste, chanteur, compositeur et parolier américain († 18 avril 2024).
  - E. Jean Carroll, journaliste américaine.
  - Phyllis Somerville, actrice américaine († 16 juillet 2020)
- 13 décembre :
  - Gertraud Jesserer, actrice autrichienne († 9 décembre 2021).
  - Thomas Papadoperakis, peintre grec († 12 septembre 2002).
- 14 décembre : Tommy McAvoy, politicien britannique († 8 mars 2024).
- 16 décembre : 
  - Patti Deutsch, actrice américaine († 26 juillet 2017).
  - Steven Bochco, scénariste et producteur de séries télévisées américain († 1er avril 2018).
- 17 décembre : Rick Nolan, homme politique américain († 18 octobre 2024).
- 18 décembre : Keith Richards, musicien britannique, membre du groupe des Rolling Stones.
- 19 décembre : Isabella Biagini, actrice et présentatrice italienne († 14 avril 2018).
- 20 décembre : Claude Pierrard, journaliste et animateur de télévision français.
- 21 décembre : André Arthur, personnalité médiatique et politique québécoise († 8 mai 2022).
- 22 décembre : Juan Martín Mujica, footballeur uruguayen († 11 février 2016).
- 23 décembre : René Grenier, coureur cycliste français († 5 février 2004).
- 24 décembre : 
  - Claude Brosset, acteur français de doublage et voix de Robert Duvall († 25 juin 2007).
  - Tarja Halonen, femme politique finlandaise, présidente de la Finlande.
  - Joseph Tyrode, homme politique français († 22 février 2019).
- 25 décembre : Vassilis Alexakis, écrivain franco-grec († 11 janvier 2021).
- 27 décembre : Daniel Guicci, footballeur français († 31 mars 2016).
- 28 décembre : 
  - Billy Chapin, acteur américain († 2 décembre 2016).
  - Juan Luis Cipriani Thorne, cardinal péruvien, archevêque de Lima.
  - David Peterson, homme politique canadien.
- 31 décembre : 
  - Roland Blanche, acteur français († 13 septembre 1999).
  - John Denver, chanteur américain († 12 octobre 1997).
  - Ben Kingsley, acteur britannique.
  - Titinga Frédéric Pacéré, personnalité du Burkina Faso († 8 novembre 2024).
  - Patrick Pesnot, journaliste et écrivain français († 13 mars 2023).

## Date inconnue
- Hamida al-Attas, mère d'Oussama Ben Laden.
- Azam Taleghani, journaliste et femme politique iranienne († 30 octobre 2019).
- Seydou Barry, peintre sénégalais († 21 août 2007).
- Jacqueline Cohen, scénariste française de bandes dessinées.
- Paule Gauthier, avocate et administratrice québécoise († 20 septembre 2016).
- Réjean Paul, juge québécois, magistrat à la Cour supérieure du Québec († 10 janvier 2015).
- Emilio Prini, peintre, dessinateur et photographe italien († 1er septembre 2016).
- Ghassan Shakaa, homme politique palestinien († 25 janvier 2018).
- Hadrawi, poète, dramaturge et parolier somalien († 18 août 2022).